# 王手 (映画)
『王手』（おうて）は1991年公開の日本映画である。『どついたるねん』に続く、阪本順治監督の新世界3部作第2作（3作目は『ビリケン』）。

## 概要
大阪・新世界を舞台に、真剣師として生計を立てる飛田歩（赤井英和）とプロの名人を志す香山龍三（加藤雅也）の生き方を描く。元奨励会員である豊田利晃の初シナリオ作品。

## キャスト
- 飛田歩 - 赤井英和
- 香山龍三 - 加藤雅也
- 照美 - 広田レオナ
- 嶋田加奈子 - 仁藤優子
- 三田村早苗 - 若山富三郎
- 天王寺 - 金子信雄
- 駒田成次 - 梅津栄
- 李貞錫 - 汐路章
- 恵美須 - 國村隼
- 鬼詰 - シーザー武志
- 大熊三段 - 芹沢正和
- 矢倉名人 - 坂東玉基
- 桂八段 - 伊武雅刀
- 白銀 - 麿赤児
- オッサン - 笑福亭松之助

## スタッフ
- 監督 - 阪本順治
- 企画 - 孫家邦
- 製作 - 荒戸源次郎
- プロデューサー - 椎井友紀子
- 脚本 - 豊田利晃、阪本順治
- 原作 - 豊田利晃
- 撮影 - 伊藤昭裕
- 美術 - 小池直実
- 照明 - 安河内央之
- 音楽 - 梅林茂
- 録音 - 橋本文雄
- 編集 - 高島健一
- 助監督 - 片島章三
- スクリプター/記録 - 佐藤ヒデキ、浜田孝一